# Nun lasst uns Gott dem Herren
Nun lasst uns Gott dem Herren ist ein Kirchenlied, dessen Text 1575 von Ludwig  Helmbold unter dem Titel „Ein Dancklied, nach essens und sunst, fur allerley Wolthaten Gottes“ verfasst wurde. Die Melodie wurde von Nikolaus Selnecker 1587 publiziert, sie stammt aber möglicherweise ursprünglich von Balthasar Meusel alias Balthasar Musculus. Das Lied ist ein Danklied. Es hat acht Strophen.

## Text

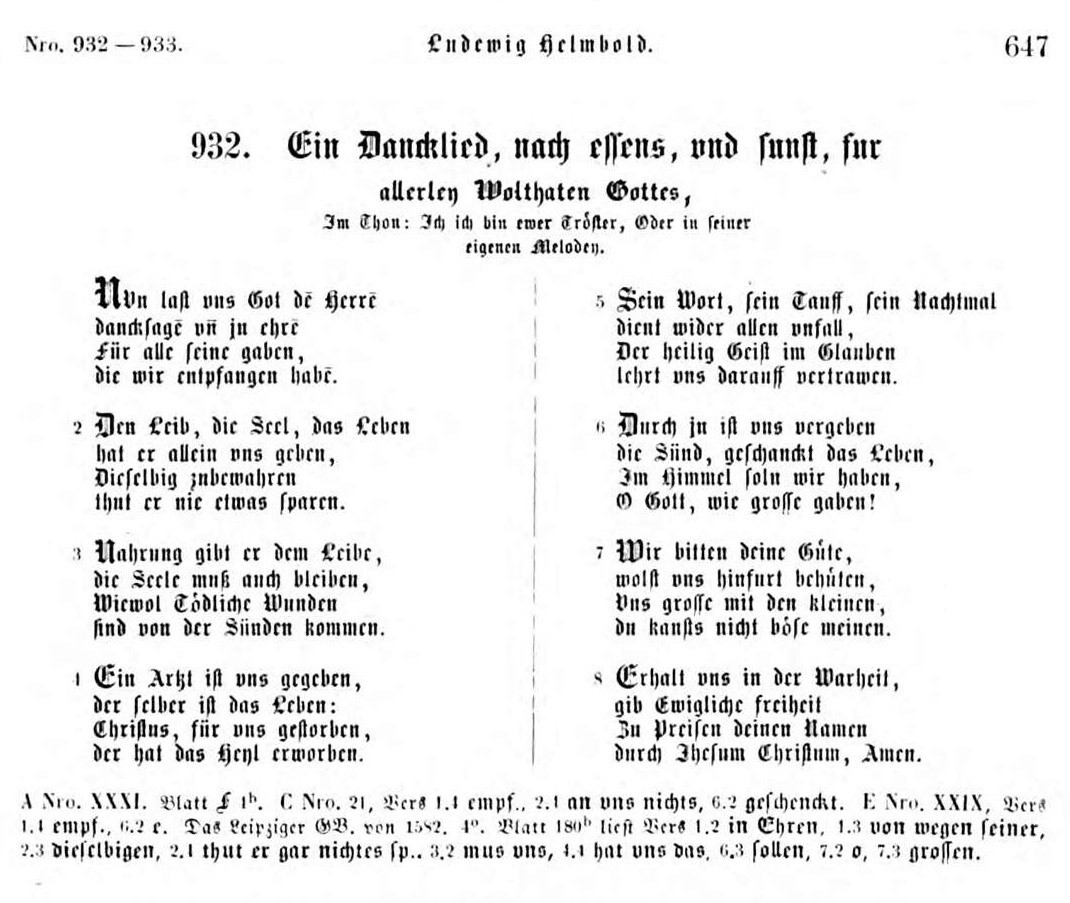
Edition der Originalfassung durch Philipp Wackernagel

Das Lied war ursprünglich gedacht als Lied nach dem Essen. Ludwig Helmbold hat das Lied selber 1575 in einer Sammlung von 60 geistlichen Liedern mit dem Untertitel veröffentlicht: „Ein Dancklied, nach essens, vnd sunst, fur allerley Wolthaten Gottes.“ Dennoch geht es inhaltlich weit über den Dank für das Essen hinaus und nimmt den Gabecharakter des ganzen Lebens in den Blick, in seinen körperlichen aber auch seelischen Dimensionen. Im Hintergrund der vierten Strophe steht die Vorstellung vom „Christus medicus“, also vom Christus als einem Arzt.
Das Lied des Pädagogen Helmbold hat einen pädagogischen Grundzug. Dafür spricht der auffordernde Beginn: „Nun lasst uns …“, aber auch der klare und einfache Aufbau der Strophen (4 Zeilen, Reimschema aa und bb), der es einfach macht, den Liedtext auswendig zu lernen.
In der Hymnologie wird diskutiert, ob Helmbold bestimmte Artikel der Confessio Augustana als Vorlage für sein Lied benutzte oder auch Luthers Kleinen Katechismus bzw. zumindest das sog. Gratias innerhalb des Kleinen Katechismus.

## Melodie
Die Entstehung der Melodie sowie ihre Rezeptionsgeschichte hängen von Anfang an mit dem vierstimmigen Satz zusammen, der sowohl im Evangelischen Gesangbuch (EG 320) als auch im Schweizer Reformierten Gesangbuch (RG 548) abgedruckt ist. Melodie und Satz lassen sich bis in eine Ulmer Handschrift aus der Bibliothek der von Schermarschen Familienstiftung zurückverfolgen, die um das Jahr 1575 herum entstanden sein dürfte. Die dort zu findende Urform des Liedes wiederum geht wahrscheinlich auf Balthasar Meusel alias Balthasar Musculus zurück. Der Satz wurde dann 1649 von Johann Crüger bearbeitet. Das Lied ist ohne Taktangabe und Taktstriche notiert, wechselt aber faktisch zwischen Dreihalbe- und Sechsvierteltakten.

## Veröffentlichung
Das Lied erschien 1682 im Neu Leipziger Gesangbuch von Gottfried Vopelius und 1738 in der Sammlung Harmonischer Liedschatz von Johann Balthasar König. Heute steht es im Evangelischen Gesangbuch (EG 320) und im Schweizer Reformierten Gesangbuch (RG 631).

## Wirkungsgeschichte
Das Lied wurde zu einem Vorbild für andere deutsche Choräle, z. B. auch für Paul Gerhardts Neujahrslied Nun lasst uns gehn und treten (1653; EG 58), das mit denselben drei Worten beginnt und ebenso wie sein Morgenlied Wach auf, mein Herz, und singe (1647; EG 446) auf dieselbe Melodie gesungen wird. Dieterich Buxtehude komponierte zum Lied eine Kantate (BuxWV 81). Johann Sebastian Bach nutzte den Choral als Abschluss zweier Kantaten, der Weimarer Kantate für den Dreifaltigkeitssonntag O heilges Geist- und Wasserbad (BWV 165) und seiner Kantate zum Reformationstag Gott der Herr ist Sonn und Schild (BWV 79).